# Douglas Livingstone
Douglas James Livingstone (* 5. Januar 1932 in Kuala Lumpur, Federated Malay States; † 19. Februar 1996 in Durban) war ein südafrikanischer Schriftsteller, der unter anderem für seine Lyrik 1970 den Cholmondeley Award sowie 1984 den CNA Literary Award erhielt.

## Leben
Douglas Livingstone, Sohn schottischer Eltern, absolvierte ein Studium der Meeresbiologie am Kearsney College und wurde 1964 Leiter eines Forschungsinstituts in Durban, in dem er sich insbesondere mit Bakteriologie befasste. Zu Beginn der 1960er Jahre begann er zudem seine schriftstellerische Laufbahn und gab 1960 mit The Skull in the Mud seinen ersten Gedichtband heraus. Zentrale Themen seiner formenreichen Lyrik bildeten Themen wie Religion, Liebe sowie die afrikanische Natur. Neben seinen eigenen Werken war er auch als Übersetzer von Gedichten aus dem Shona tätig. 1970 erhielt er den Cholmondeley Award. 1984 wurde er für Selected Poems mit dem CNA Literary Award ausgezeichnet. Darüber hinaus verlieh ihm die Universität von Natal, die heute Teil der Universität von KwaZulu-Natal ist, einen Ehrendoktortitel.

## Veröffentlichungen (Auswahl)
- The Skull in the Mud, Gedichte, 1960
- Sjambok and Other Poems from Africa, Gedichte, 1964
- Poems by Thomas Kinsella, David Livingstone and Anne Sexton, Gedichte, 1968
- Exes Closed against the Sun, Gedichte, 1970
- The Sea My Winding Sheet, Drama, 1971
- A Rhino for the Boardroom, Radiosatire, 1974
- A Rosary of Bone, Gedichte, 1975
- The Anvil’s Undertone, Gedichte, 1978
- Selected Poems, Gedichte, 1984
- Drums Along Balmoral Drive, Gedichte, 1988
- A Littoral Zone, Gedichte, 1991
- Givanni Jacopo Mediates (on the High-IQ-Haiku), Gedichte, 1995
- A ruthless fidelity. Collected poems of Douglas Livingstone, Gedichte, postum 2004

## Hintergrundliteratur
- A. G. Ullyatt Douglas Livingstone. A bibliography, 1979
- Michael Chapman: Douglas Livingstone. A critical study of his poetry, 1981
- Walter Saunders: For Douglas Livingstone. A reminiscence, 1996
- Gero von Wilpert: Lexikon der Weltliteratur. Fremdsprachige Autoren, Band II L–Z, Stuttgart 2004, S. 1036, ISBN 978-3-520-84301-2

## Auszeichnungen
- 1970: Cholmondeley Award
- 1984: CNA Literary Award für Selected Poems